# Bucyrus (Ohio)
Bucyrus es una ciudad ubicada en el condado de Crawford en el estado estadounidense de Ohio. En el Censo de 2010 tenía una población de 12362 habitantes y una densidad poblacional de 641,88 personas por km².

## Geografía
Bucyrus se encuentra ubicada en las coordenadas 40°48′18″N 82°58′18″O / 40.80500, -82.97167. Según la Oficina del Censo de los Estados Unidos, Bucyrus tiene una superficie total de 19.26 km², de la cual 19.22 km² corresponden a tierra firme y (0.19%) 0.04 km² es agua.

## Demografía
Según el censo de 2010, había 12362 personas residiendo en Bucyrus. La densidad de población era de 641,88 hab./km². De los 12362 habitantes, Bucyrus estaba compuesto por el 96.3% blancos, el 1.08% eran afroamericanos, el 0.16% eran amerindios, el 0.67% eran asiáticos, el 0.02% eran isleños del Pacífico, el 0.49% eran de otras razas y el 1.27% pertenecían a dos o más razas. Del total de la población el 1.58% eran hispanos o latinos de cualquier raza.